# بخش تخت
بخش تخت، یکی از بخش‌های شهرستان بندرعباس در استان هرمزگان ایران است. مرکز این بخش، شهر تخت است.

## تقسیمات کشوری
- بخش تخت
  - دهستان جلابی
  - دهستان تخت

شهر: تخت

## جمعیت
بر پایه سرشماری عمومی نفوس و مسکن در سال ۱۳۹۵، جمعیت بخش تخت برابر با ۱۴٬۱۱۱ نفر بوده است.